# 富蘭克林 (德克薩斯州)
富蘭克林（英語：Franklin）是一個位於美國德克薩斯州羅伯森縣的城市。根據2010年美國人口普查，該地共人口1564人，而該地的面積約為2.40平方千米。同時該地也是羅伯森縣的縣治。

## 地理
富蘭克林的座標為31°01′34″N 96°29′10″W / 31.02611°N 96.48611°W，而該地的平均海拔高度為137米（即449英尺）。